# 주영 (홍무제의 14남)
숙장왕 주영(중국어: 肅莊王 朱楧, 1376년 10월 10일 - 1420년 1월 5일)은 명나라 제 1대 숙왕이고, 명 태조 주원장의 14남이다. 어머니는 곡씨이다.

## 생애
홍무 9년 9월 27일 (1376년 10월 10일)에 태어났다. 홍무 11년 정월 초하루 (1378년), 한왕(漢王)에 봉해지고, 섬서한중부에 봉해졌는데, 아직 어린 나이였기 때문에 수도에 남아있었다. 홍무 24년 (1391년) 4월 13일, 숙왕(肅王)으로 개봉되었다. 홍무 25년 (1392년), 위왕 (요간왕) 주식, 곡왕 주혜, 경정왕 주전, 영헌왕 주권, 민장왕 주편과 연병하여 임청하였다. 같은 해 6월 3일에 정식으로 감주로 번을 받았다. 산시성 행정도시인 감주 오위군무를 관리 하기 위해 왕서를 설립했다. 홍무 26년 (1393년), 평량에 주둔하라는 명을 받았다. 홍무 30년 (1397년), 독군에게 곡식을 사재기하게 하고 장흥후 경병문과 함께 오족으로 출정하였다. 건문 원년 (1399년)에 상표가 이야기 하여, 린타오푸란현으로 봉해졌다. 영락 6년 (1408년), 위졸 3명과 하밀국의 진마를 받아 장사 관속들을 체포하였다. 영락 17년 12월 경인일 (1420년 1월 5일)에 사망하였고, 번왕이 된지 42년, 향년 44세이다. 시호는 장(莊)이다. 장진현 평지리 (지금의 위중현 라이쯔바오향)에 묻혔다. 5년 후 (영락 22년, 1424년), 서장자 주섬염이 뒤를 이었다.
명 태조는 번왕 세록 1만 석을 정했지만, 주영의 세록은 5백석에 불과했다.

## 가계

### 처
- 손씨(孫氏) : 지휘 손계달의 딸. 홍무 27년 (1394년), 숙왕비에 봉해짐

### 첩
- 설씨(薛氏) : 선덕 6년 (1431년), 숙왕태부인에 봉해짐
- 장씨(張氏, ? - 1451년) : 선덕 6년 (1431년), 숙장왕부인에 봉해짐.

### 자녀
- 서장남 : 숙강왕(肅康王) 주섬염
- 장녀 : 숭신군주(崇信郡主), 장단(張端)에게 하가.
- 3녀 : 적도현주(狄道縣主), 어린 시절부터 언어 장애인